# Bad Dürrheim
Bad Dürrheim is een gemeente in de Duitse deelstaat Baden-Württemberg, gelegen in het Schwarzwald-Baar-Kreis. De stad telt 13.414 inwoners.

## Geografie
Bad Dürrheim heeft een oppervlakte van 62,09 km² en ligt in het zuidwesten van Duitsland.

## Woonplaatsen
Onder de gemeente Bad Dürrheim vallen de woonplaatsen Bad Dürrheim stad, Biesingen, Hochemmingen, Oberbaldingen, Öfingen, Sunthausen en Unterbaldingen. Deze delen zijn ruimtelijk gezien identiek met de vroeger zelfstandige gemeenten met dezelfde naam.
Bad Dürrheim ·
Blumberg ·
Bräunlingen ·
Brigachtal ·
Dauchingen ·
Donaueschingen ·
Furtwangen im Schwarzwald ·
Gütenbach ·
Hüfingen ·
Königsfeld im Schwarzwald ·
Mönchweiler ·
Niedereschach ·
Schonach im Schwarzwald ·
Schönwald im Schwarzwald ·
St. Georgen im Schwarzwald ·
Triberg im Schwarzwald ·
Tuningen ·
Unterkirnach ·
Villingen-Schwenningen ·
Vöhrenbach